# Conrad Lafleur
Conrad Lafleur, né à Saint-Jean-sur-Richelieu, le 20 juin 1916, décédé à Mansonville (Potton), en 1979, était un officier canadien du régiment de fusiliers de Mont-Royal. Durant la Seconde Guerre mondiale, il prit part au Raid de Dieppe et à la Mission Martin en vue de mettre sur pied le réseau franco-belge Possum,.

## Éléments biographiques
Conrad Lafleur naît au Québec à Saint-Jean, le 20 juin 1916. Chauffeur de camion, imprimeur, il s'enrôle en avril 1940. Il traverse l'océan Atlantique en juin 1942. Le 19 août 1942, sa compagnie prend part au Raid de Dieppe et débarque sur Red Beach. Blessé par un éclat d'obus à la jambe gauche, il est fait prisonnier. Le 21 août 1942, il est transféré à l'hôpital du Sacré-Cœur à Rouen. Le 24 août 1942, tandis qu'il aide d'autres blessés à prendre place dans un convoi sanitaire vers l'Allemagne, il parvient à prendre la fuite avec deux autres comparses. Mettant le cap au Nord, ils regagnent Pont-Noyelles où ils sont soignés et cachés par un médecin, Robert Beaumont, qui leur fournit de faux-papiers et leur permet de rallier Gibraltar via le réseau Pat O'Leary. Ils quittent Gibraltar le 30 septembre en direction de Canet-Plage d'où ils s'embarquent à bord du Tarana vers Greenock en Écosse où ils arrivent le 5 octobre 1942. Conrad Lafleur suit à partir de ce moment l'entraînement des agents infiltrés et entre au MI9.
En 1943, il accepte de prendre part avec Edgard Potier à la Mission Martin dont l'objectif est de mettre sur pied le réseau aérien d'exfiltration Possum par Westland Lysander. Ils sont parachutés à Suxy en Belgique, le 15 juillet 1943. Conrad Lafleur doit assurer la direction des transmissions, pour laquelle il a été formé. La liaison avec le réseau Comète est établie. Le 28 décembre 1943, tandis qu'Edgard Potier est remplacé par Georges d'Oultremont, le temps d'un voyage à Londres, Conrad Lafleur est surpris en pleine transmission par la police allemande. Il tue l'un d'entre eux, en blesse deux autres et parvient à s'échapper. À Paris, il est pris en charge par Micheline Dumon du réseau Comète qui lui permet de rallier l'Espagne. Le 9 mars 1944, il est de retour en Grande-Bretagne.
En juin 1944, il passe son brevet de lieutenant tandis que les alliés débarque sur les plages de Normandie. En juillet 1945, il regagne définitivement le Canada et retrouve sa femme à Mansonville au Québec.

## Faits d'armes
- Raid de Dieppe (août 1942)[3]
- Réseau Possum (1943)[3]

## Reconnaissances
- Croix de guerre avec palme (France)
- Distinguished Conduct Medal (Royaume-Uni)